# 延熹
延熹（えんき）は、後漢の桓帝劉志の治世に行われた6番目の元号。158年 - 167年。延熹10年は6月に改元されて永康元年となった。

## 出来事
- 元年6月：延熹と改元。
- 2年8月：梁冀、宦官の手により誅され、自殺する。単超を始めとする宦官が列侯に封じられる。
- 9年
  - 大秦国王安敦（ローマ帝国皇帝マルクス・アウレリウス・アントニヌスと考えられる）の使者が来朝。
  - 12月：清流派の李膺ら200余人が投獄される。

## 西暦・干支との対照表
| 延熹 | 元年  | 2年   | 3年   | 4年   | 5年   | 6年   | 7年   | 8年   | 9年   | 10年  |
| 西暦 | 158年 | 159年 | 160年 | 161年 | 162年 | 163年 | 164年 | 165年 | 166年 | 167年 |
| 干支 | 戊戌  | 己亥  | 庚子  | 辛丑  | 壬寅  | 癸卯  | 甲辰  | 乙巳  | 丙午  | 丁未  |